# Casa Casuarina
La Villa Casa Casuarina, anche nota come Villa Versace, è un edificio situato nel Art Déco Historic Districts, lungo Ocean Drive a Miami Beach; precedentemente appartenuta allo stilista Gianni Versace, oggi è utilizzata come boutique hotel conosciuto come La Magione o Casa Casuarina.

## Storia
Casa Casuarina fu costruita nel 1930 secondo lo stile revival mediterraneo, commissionata dall'architetto Alden Freeman. Si dice che durante la costruzione sia stata nascosta una capsula del tempo in una delle mura. Quando Freeman morì nel 1937, la casa fu comperata da Jacques Amsterdam che trasformò l'edificio in un appartamento, rinominandolo Palazzo Amsterdam.
Tra il 1991 ed il 1992 la villa fu impiegata come abitazione del protagonista nella prima stagione della serie televisiva Detective Extralarge con Bud Spencer. Nel 1992 venne acquistata da Gianni Versace che ne fece la sua residenza a South Beach. Lo stilista restaurò ed ampliò l'edificio aggiungendo l'ala sud e una piscina; inoltre rinnovò completamente gli arredi. Il 15 luglio 1997 Versace fu ucciso proprio davanti alla residenza da Andrew Cunanan.
Nel 2000 la villa fu riacquistata per 19 milioni di dollari da Peter Loftin, il quale convertì la proprietà a boutique hotel, ristorante e spazio per eventi di lusso. Il ristorante era Il Sole at The Villa Casa Casuarina. Nel 2013 il palazzo è stato acquistato da VM South Beach, LLC per $41,5 milioni. La Villa Casa Casuarina è un hotel di lusso, con dieci suites e dal 2015 ospita il rinomato ristorante gourmet Gianni's.

## Galleria d'immagini

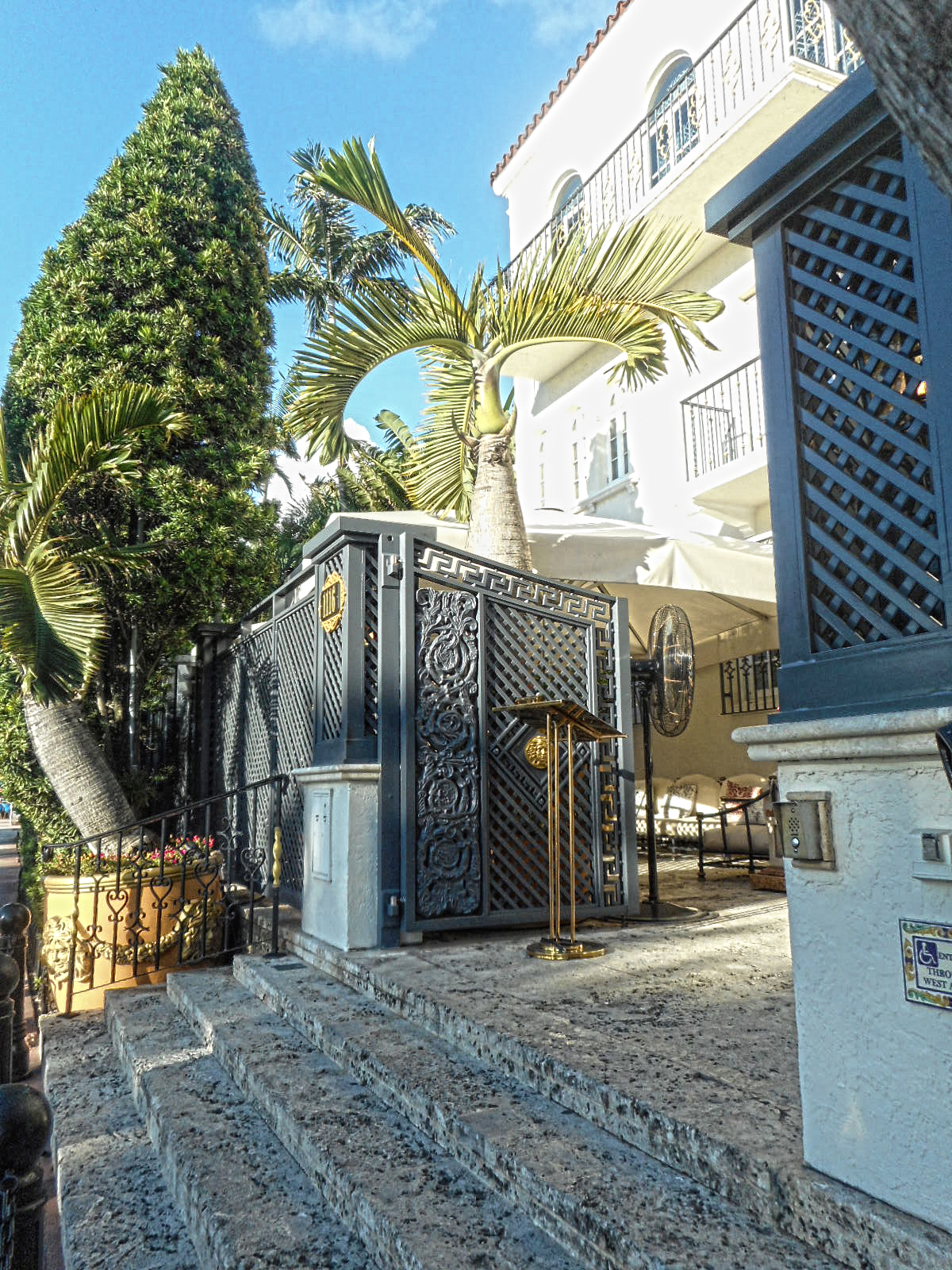
Ingresso dove Gianni Versace è stato ucciso da Andrew Cunanan il 15 luglio 1997
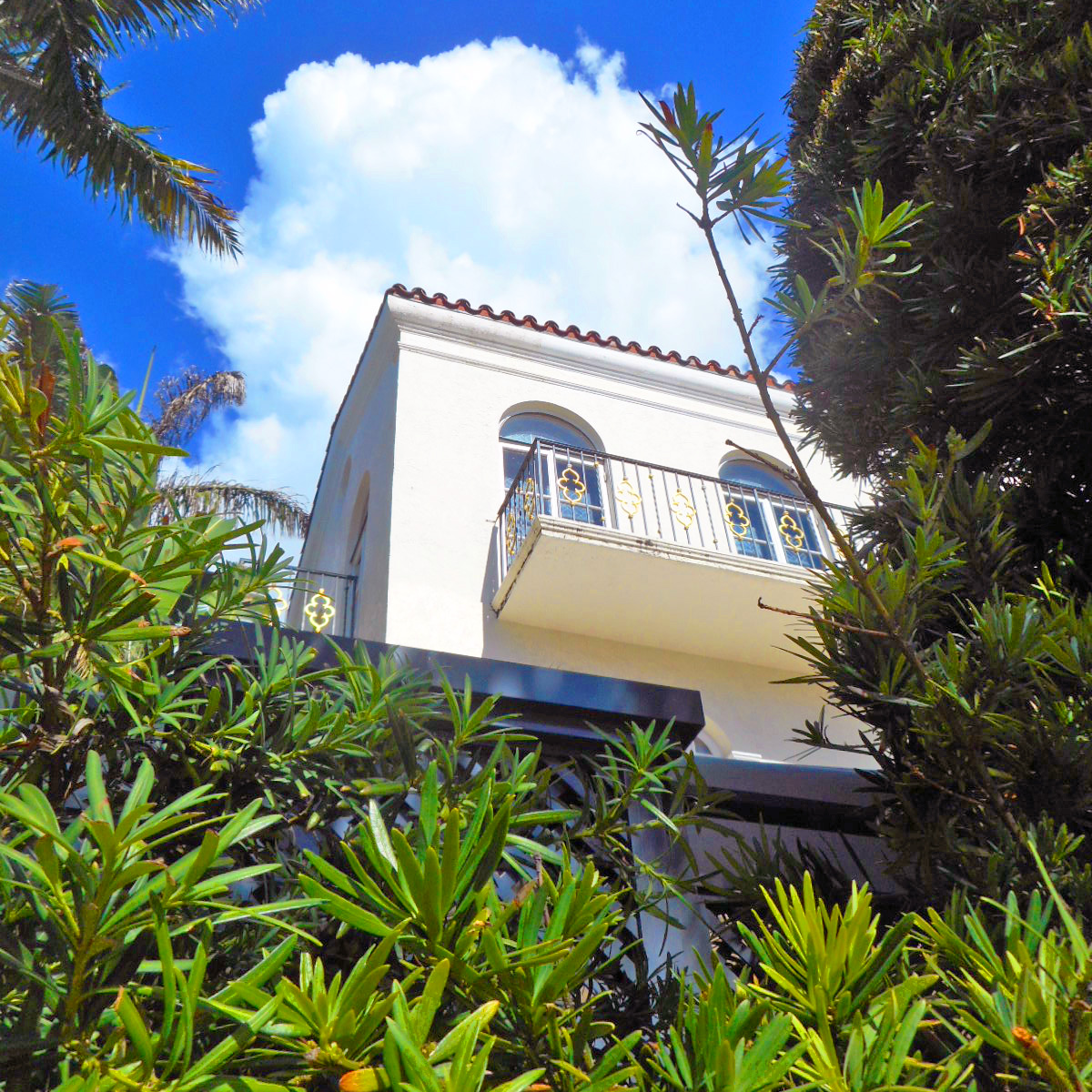
Casa Casuarina - Balcone
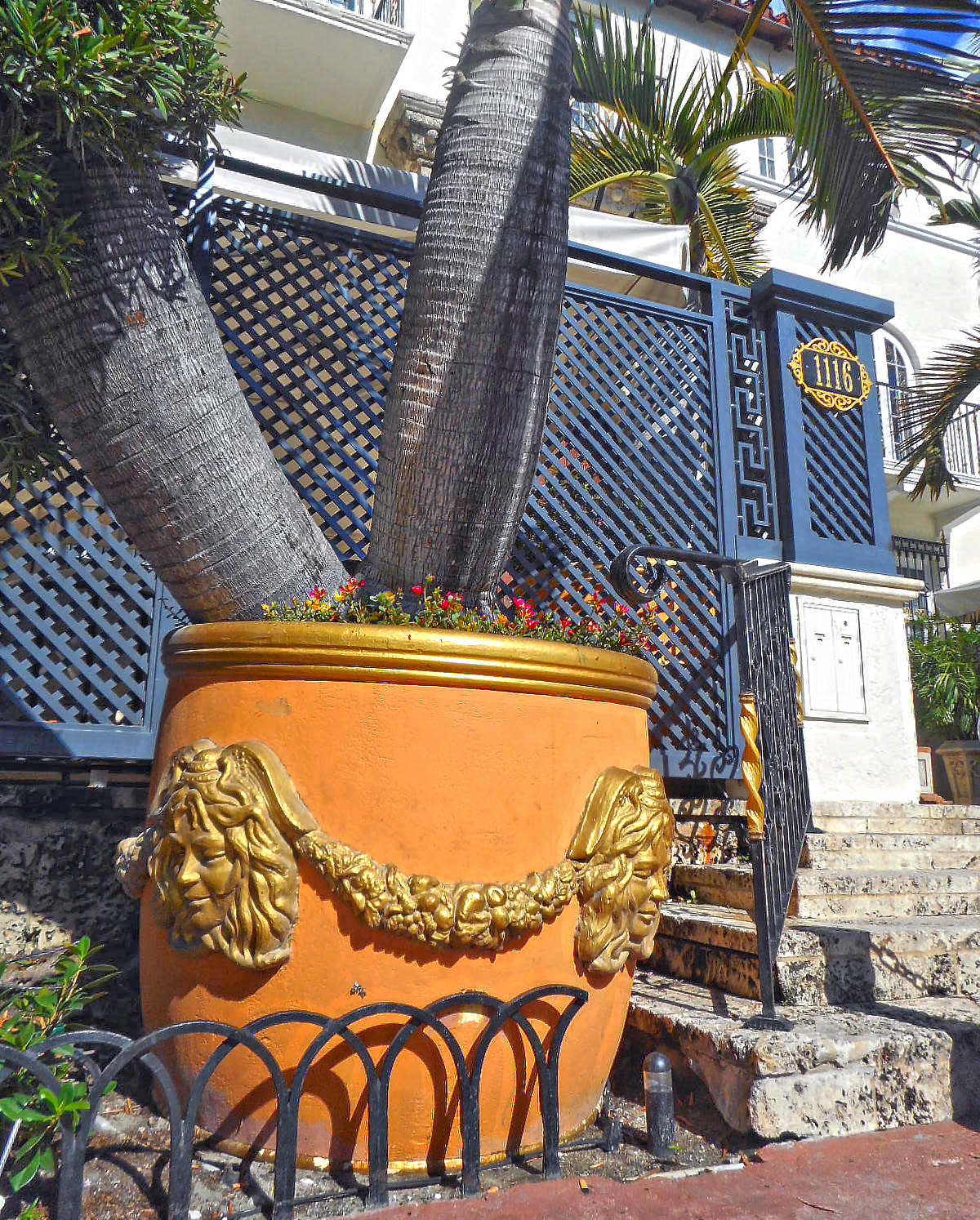
Fioriere dorate e arancioni all'esterno di Villa Versace
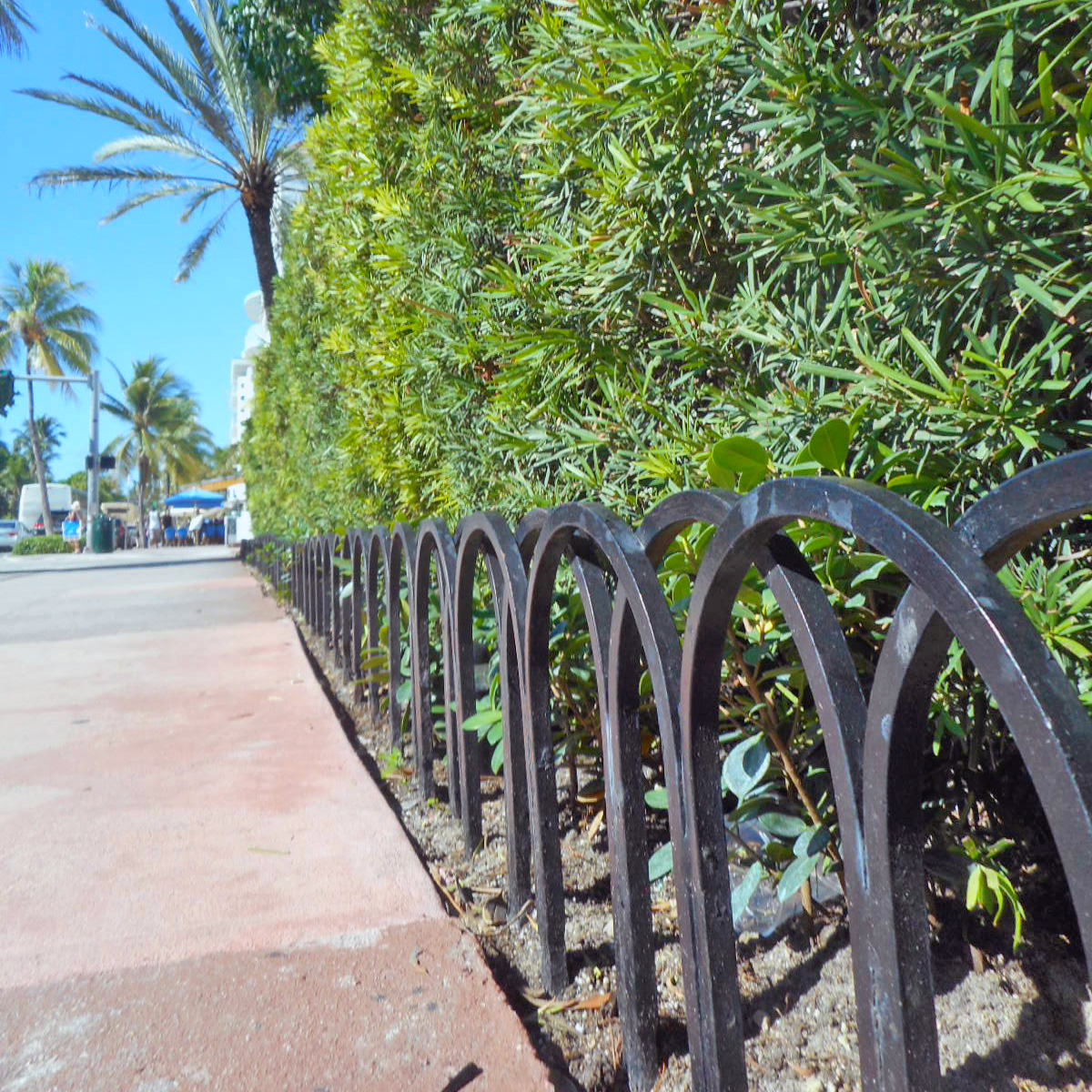
Cancello perimetrale di metallo
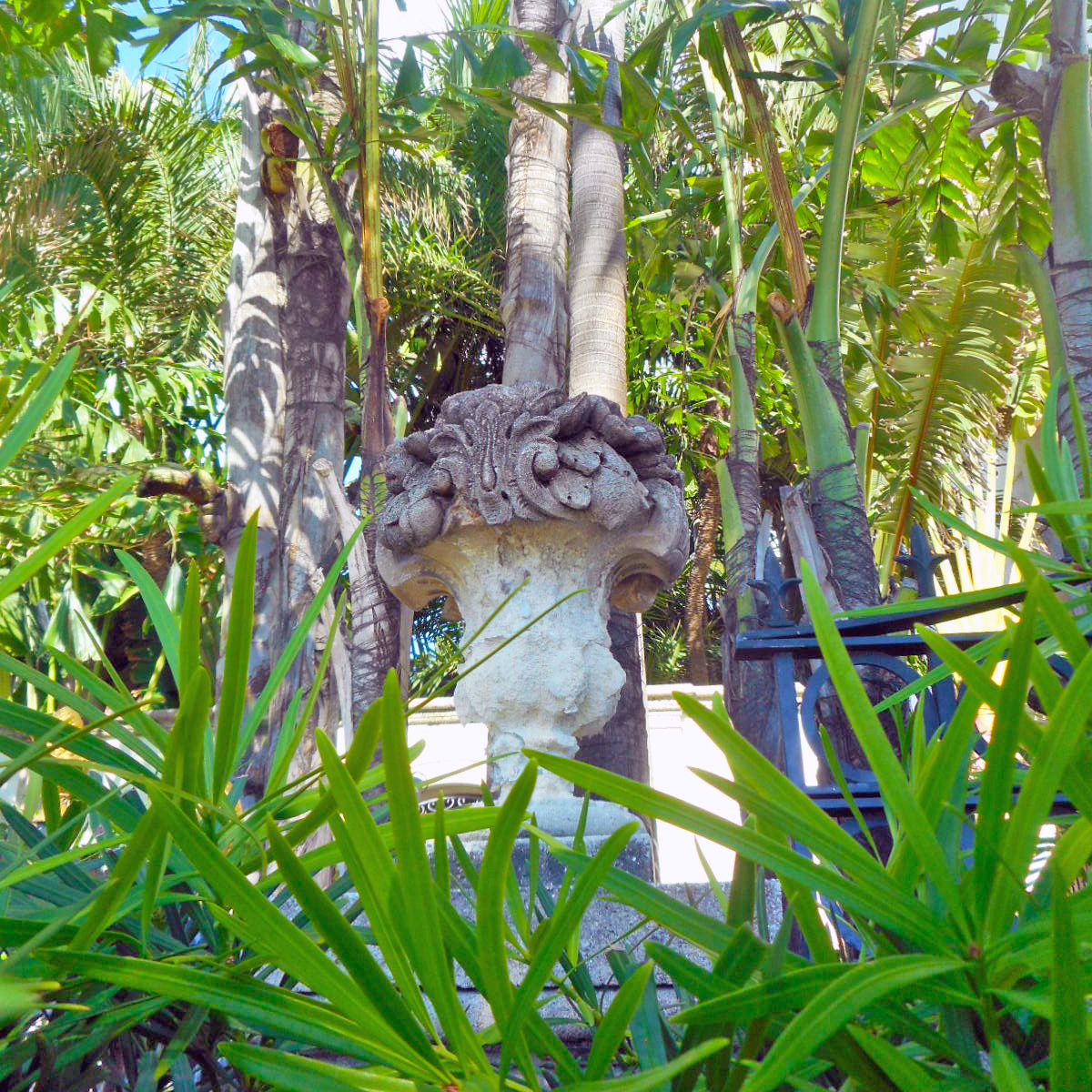
Decorazioni cesto di frutta di cemento
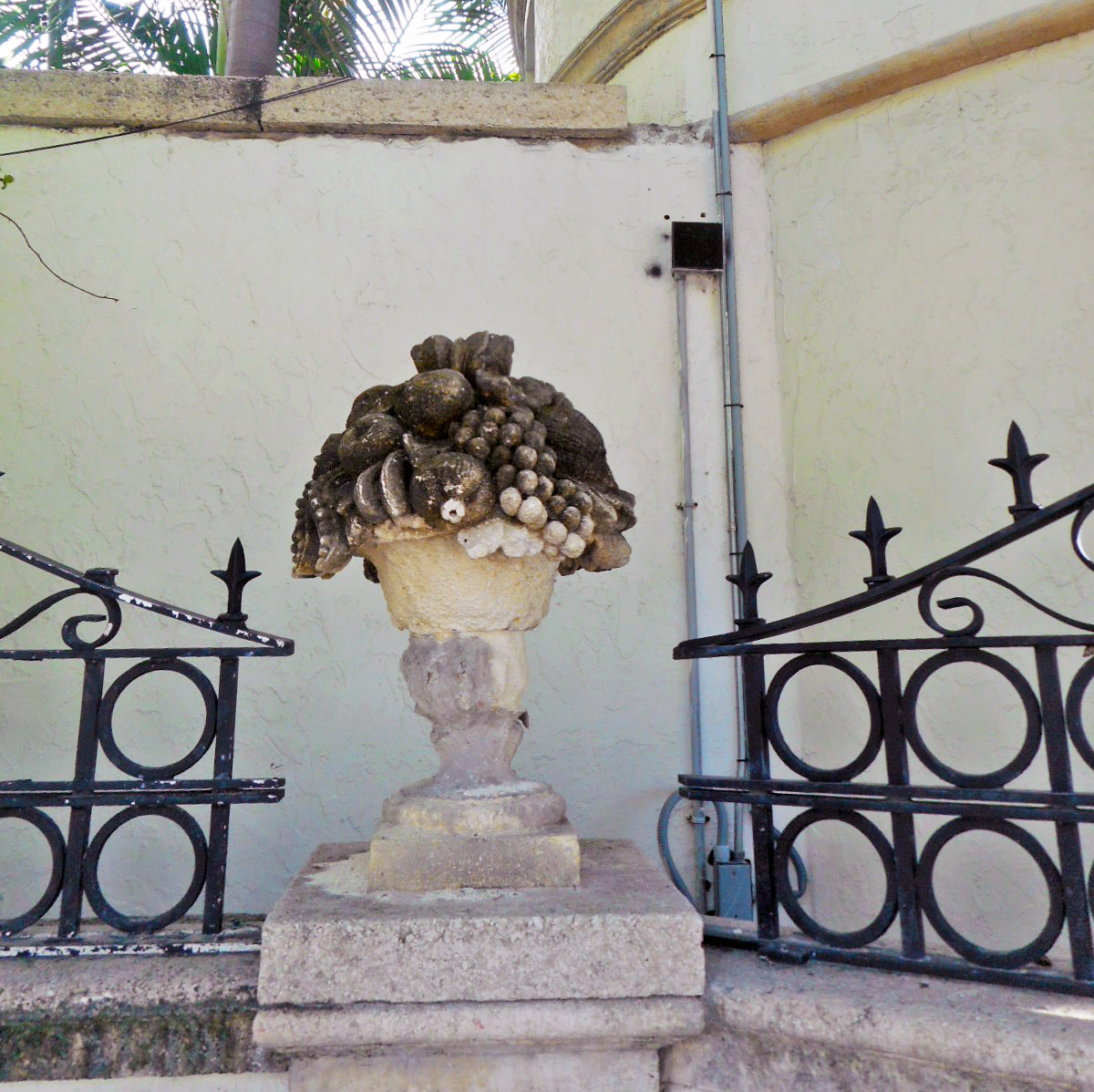
Cesto di frutta di cemento
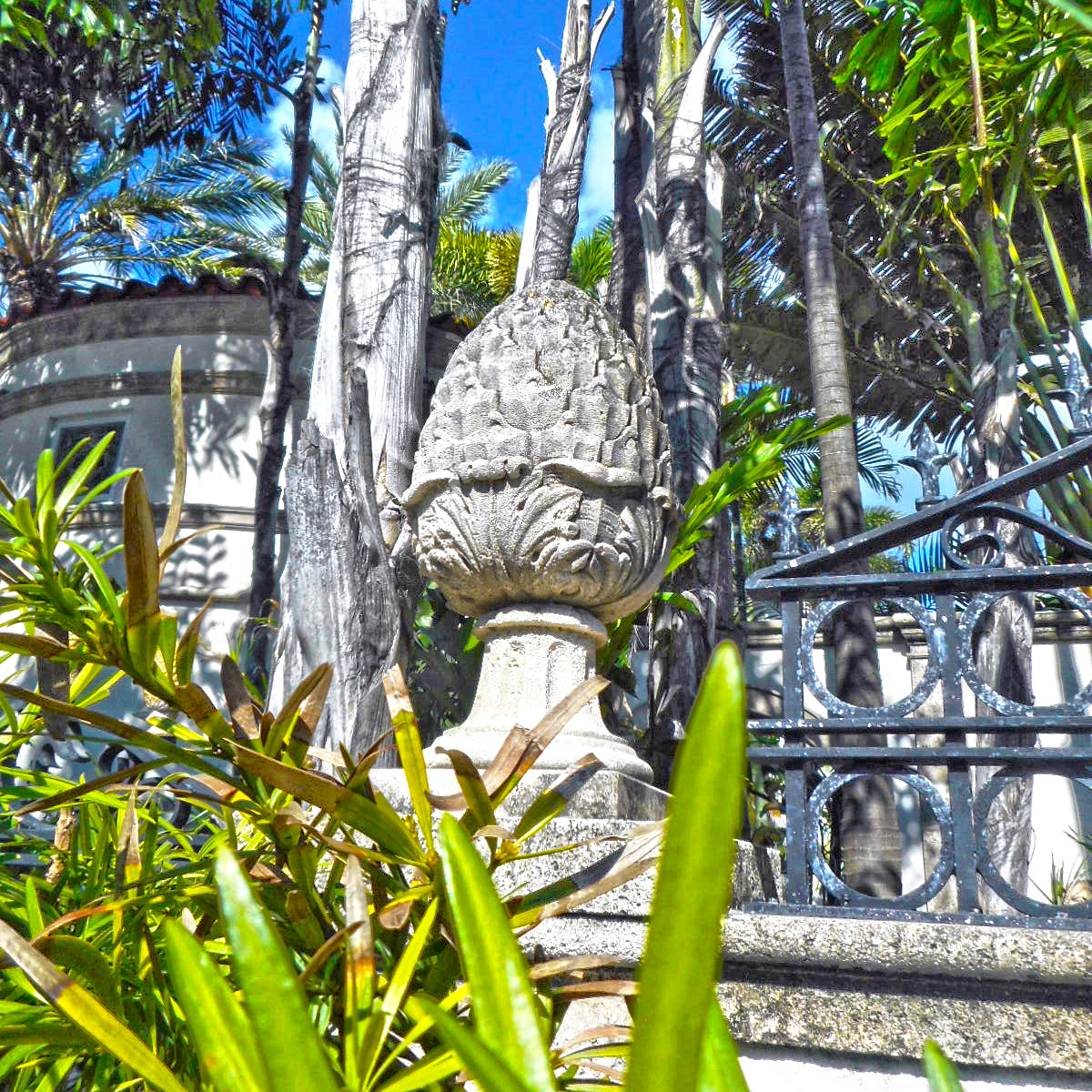
Pigna di cemento
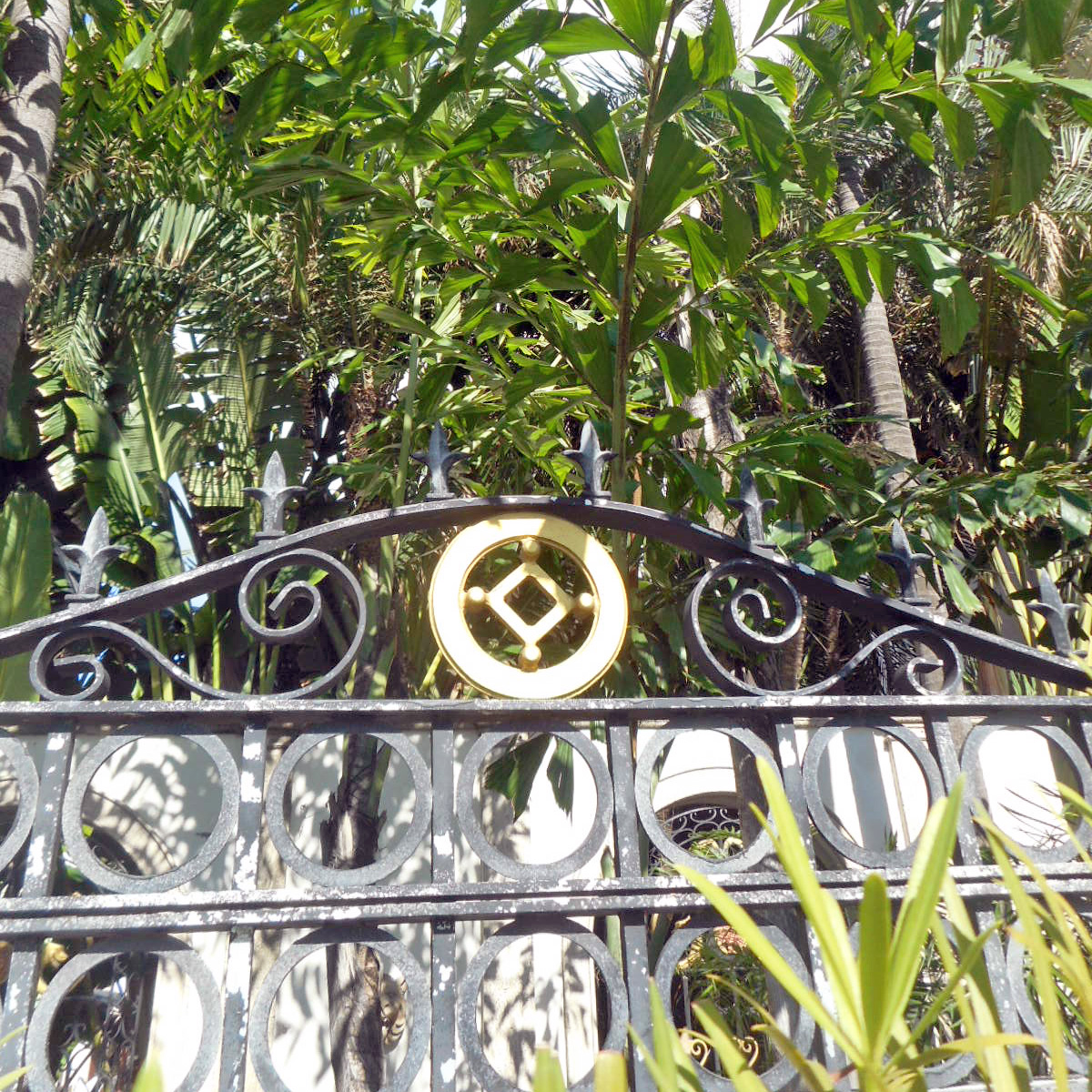
Dettagli del cancello e medaglione
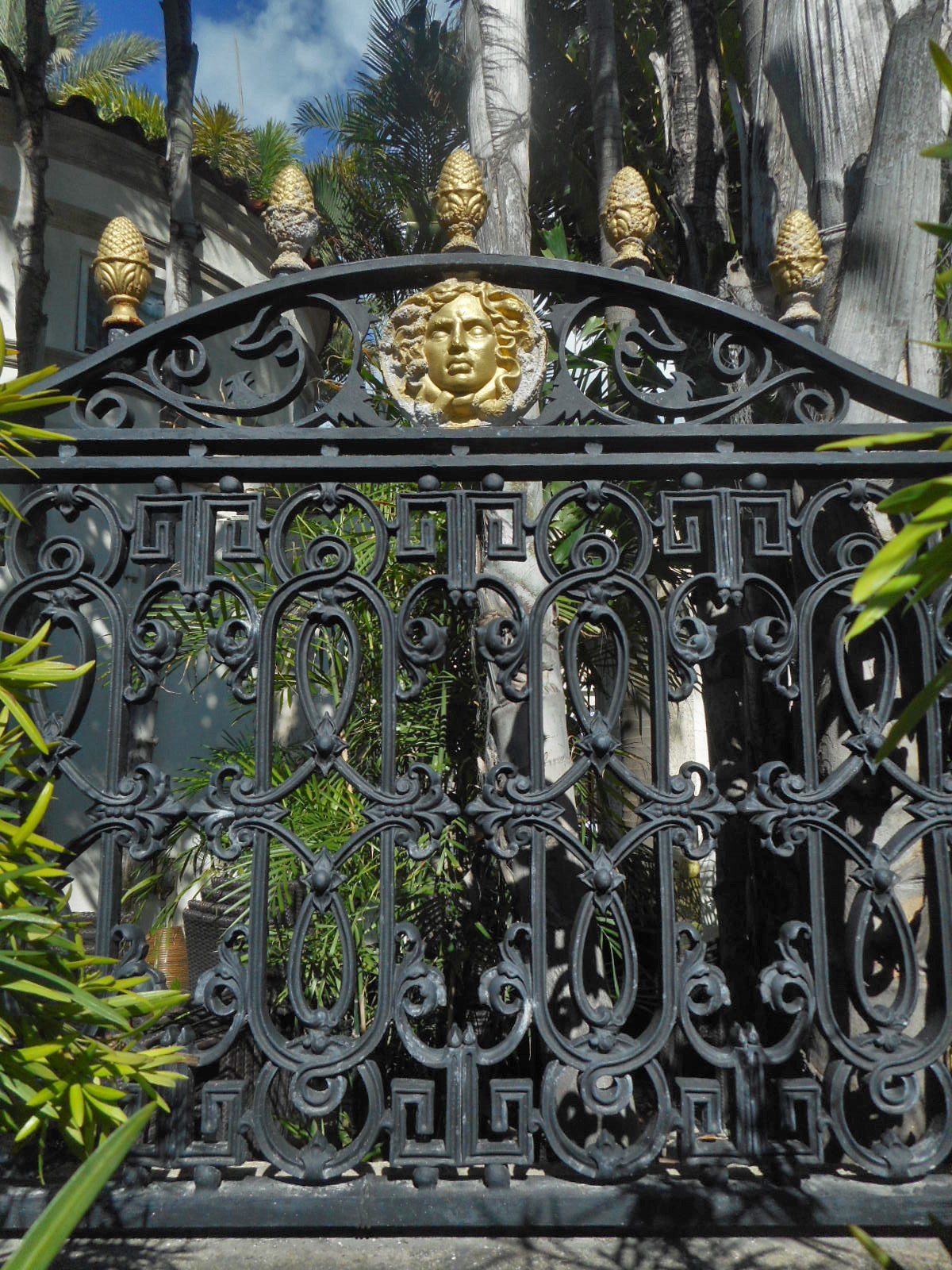
Testa di Medusa e pigne
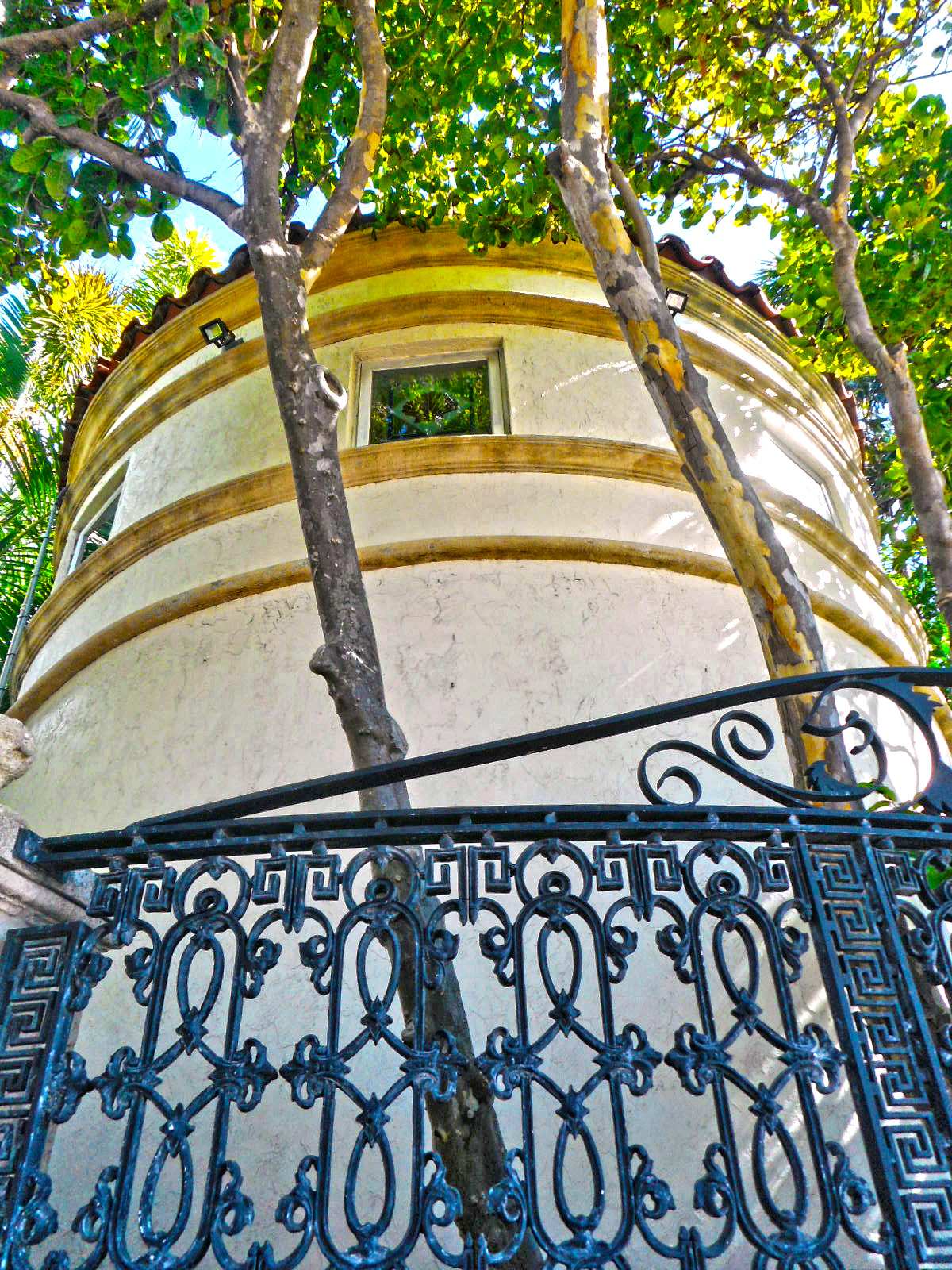
Torre rotonda e cancello di metallo
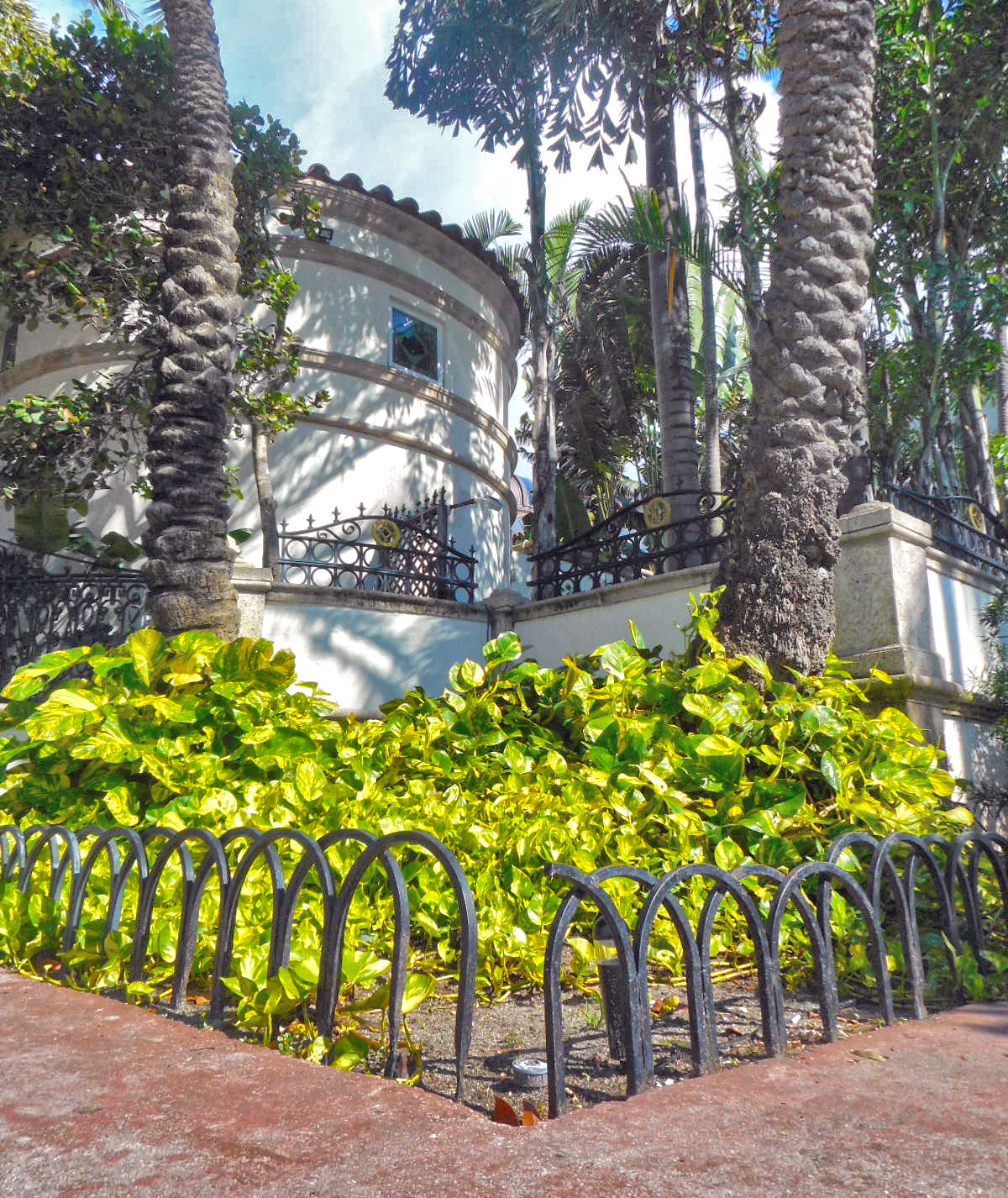
Angolo sud-est
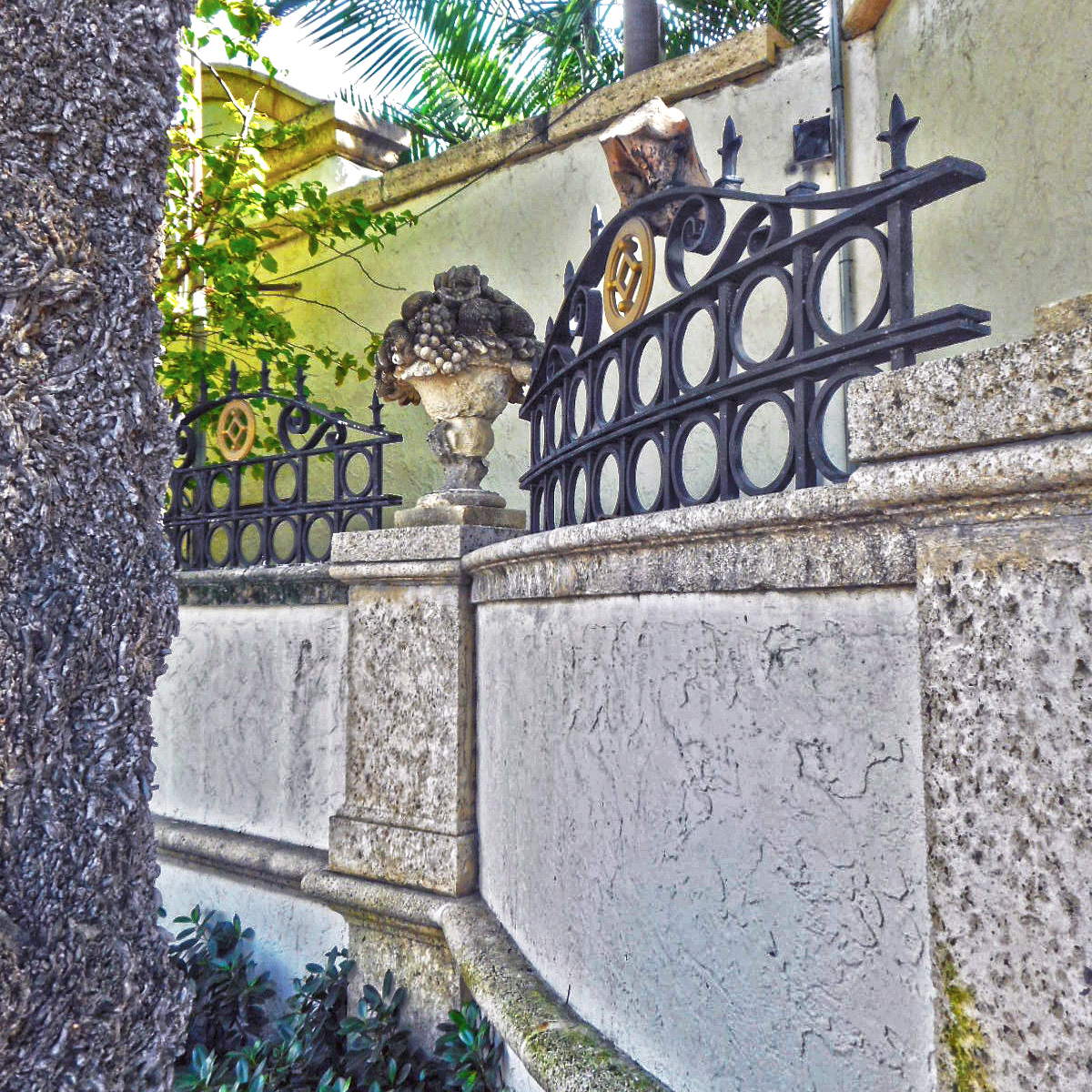
Mura perimetrali- lato sud
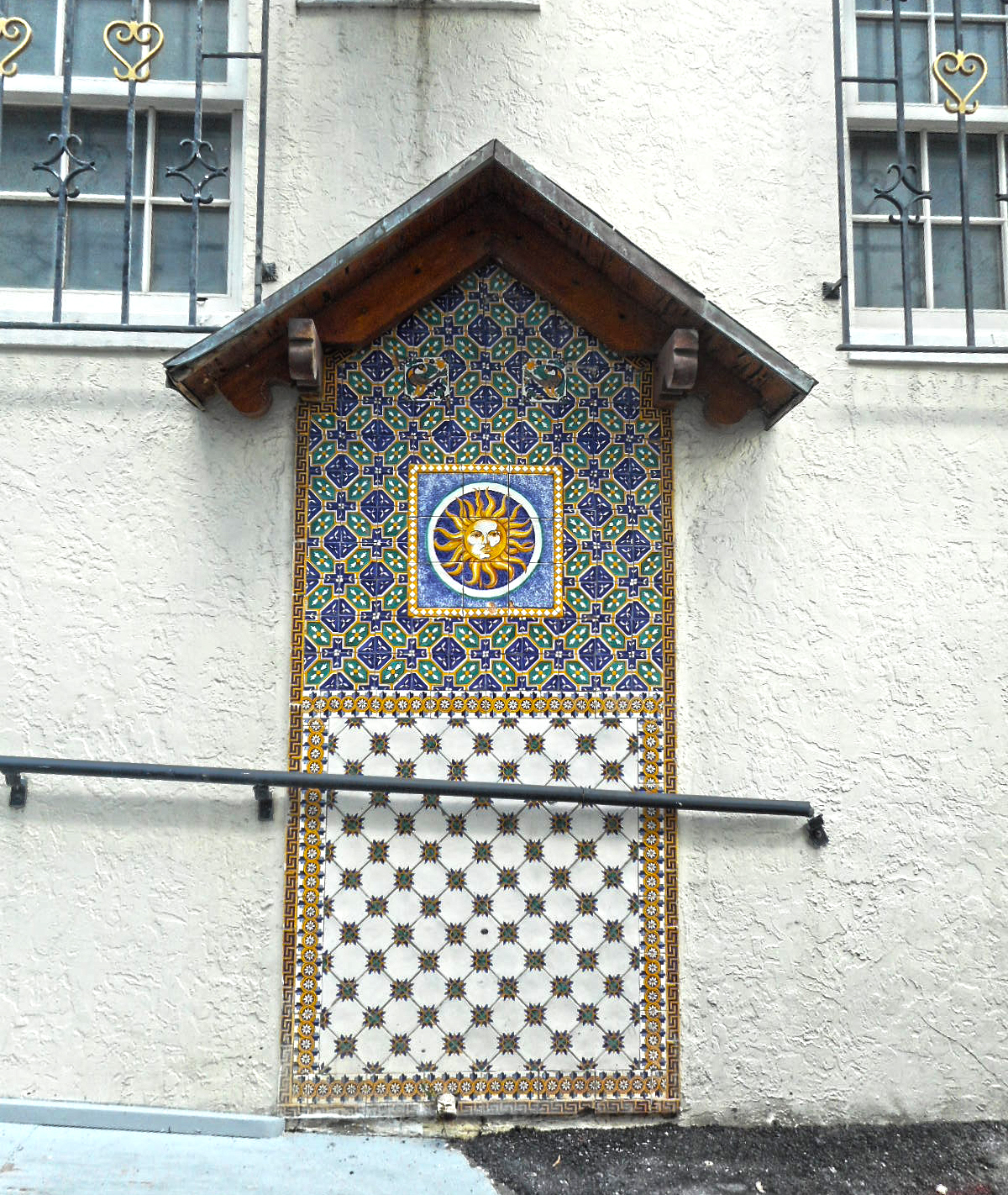
Ingresso per disabili
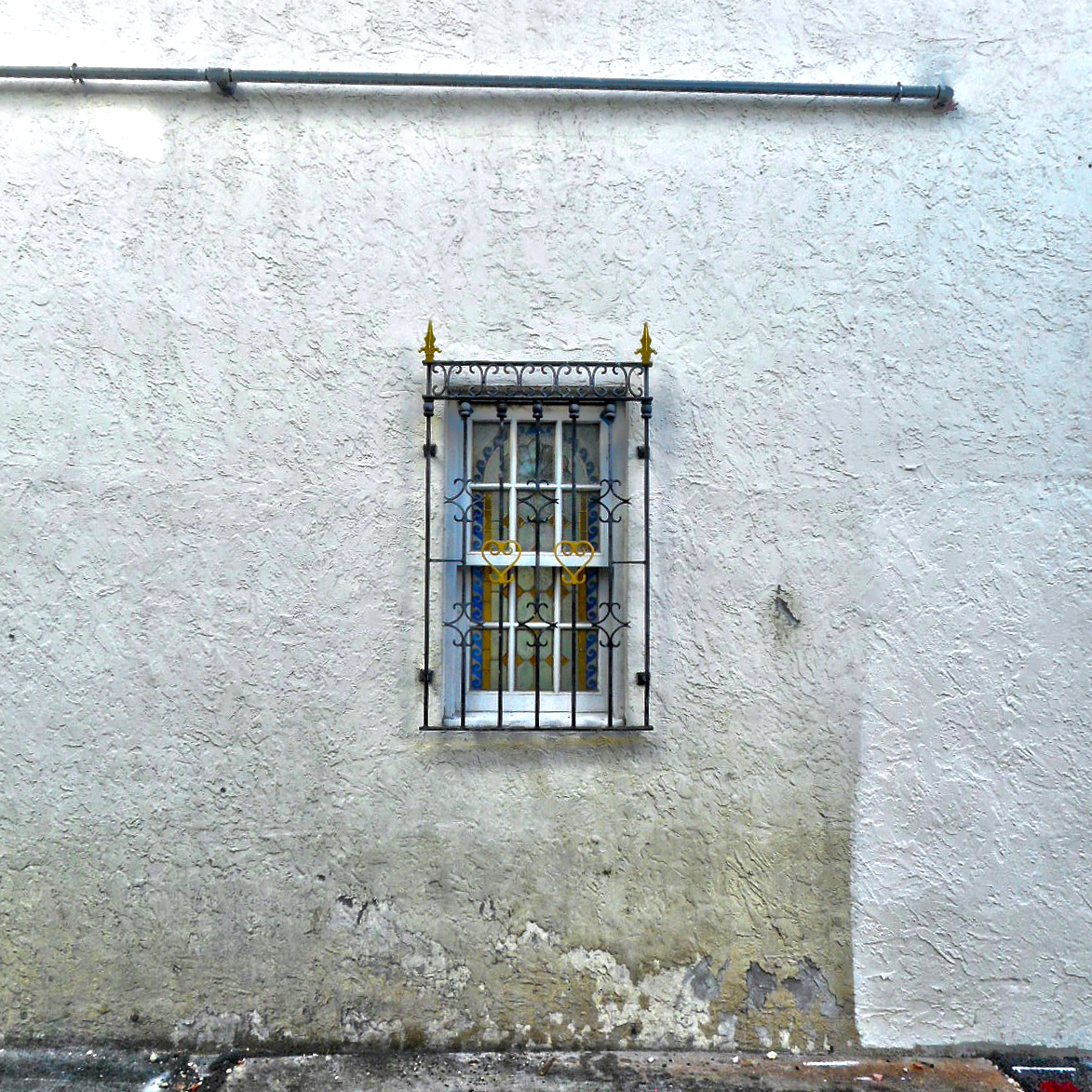
Piccola finestra nel vicolo
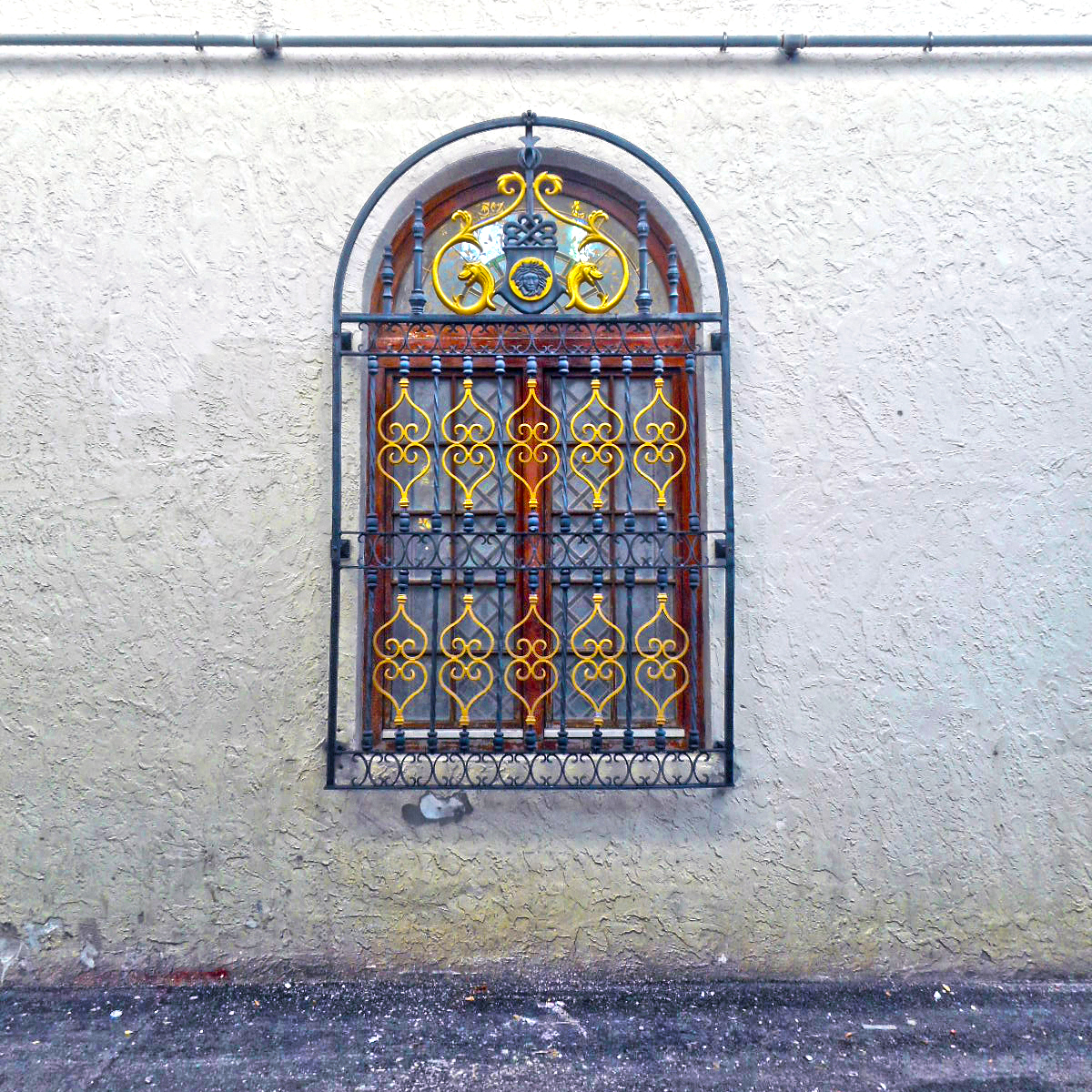
Grande finestra nel vicolo
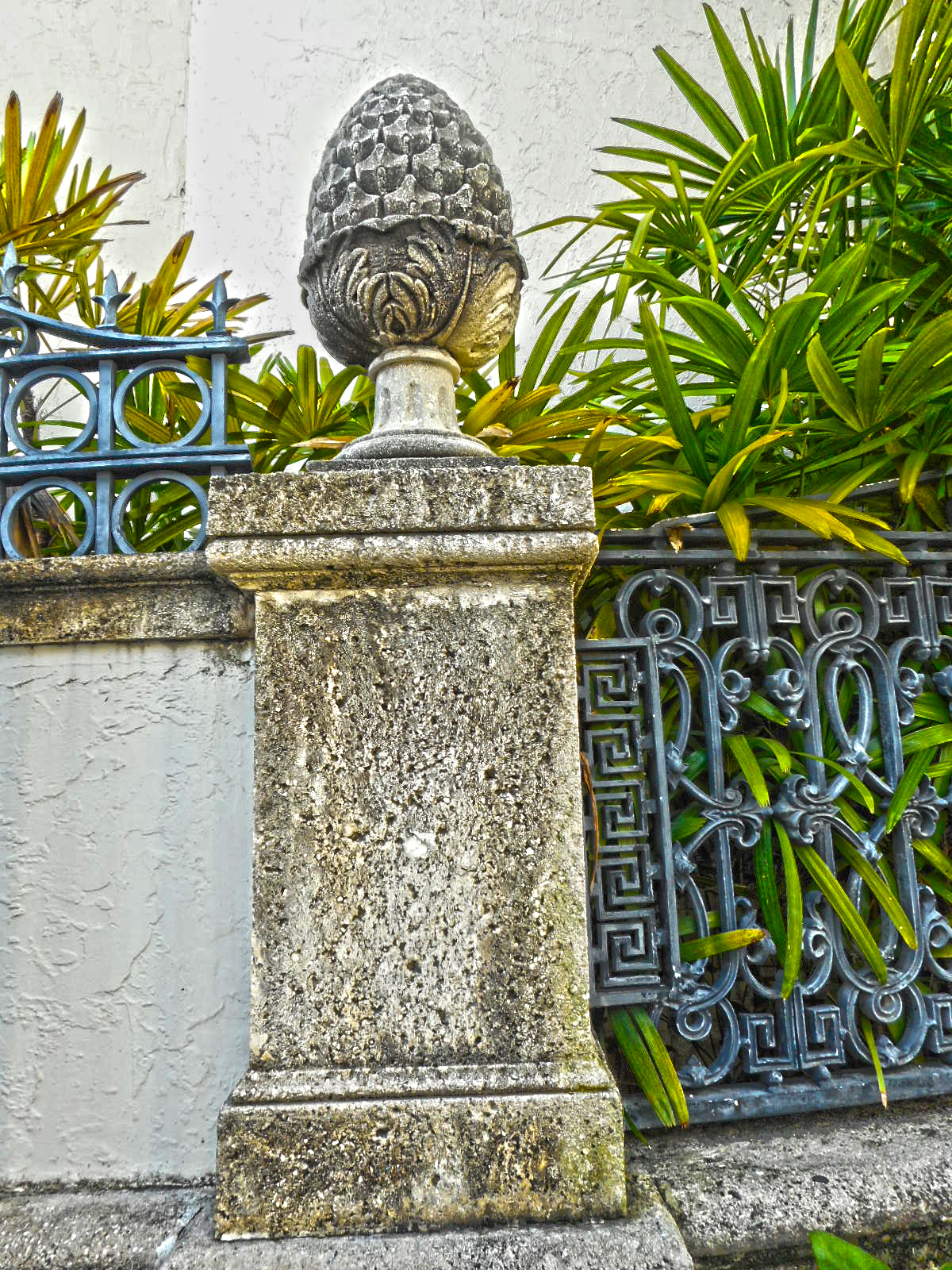
Mura perimetrali con pigna in muratura
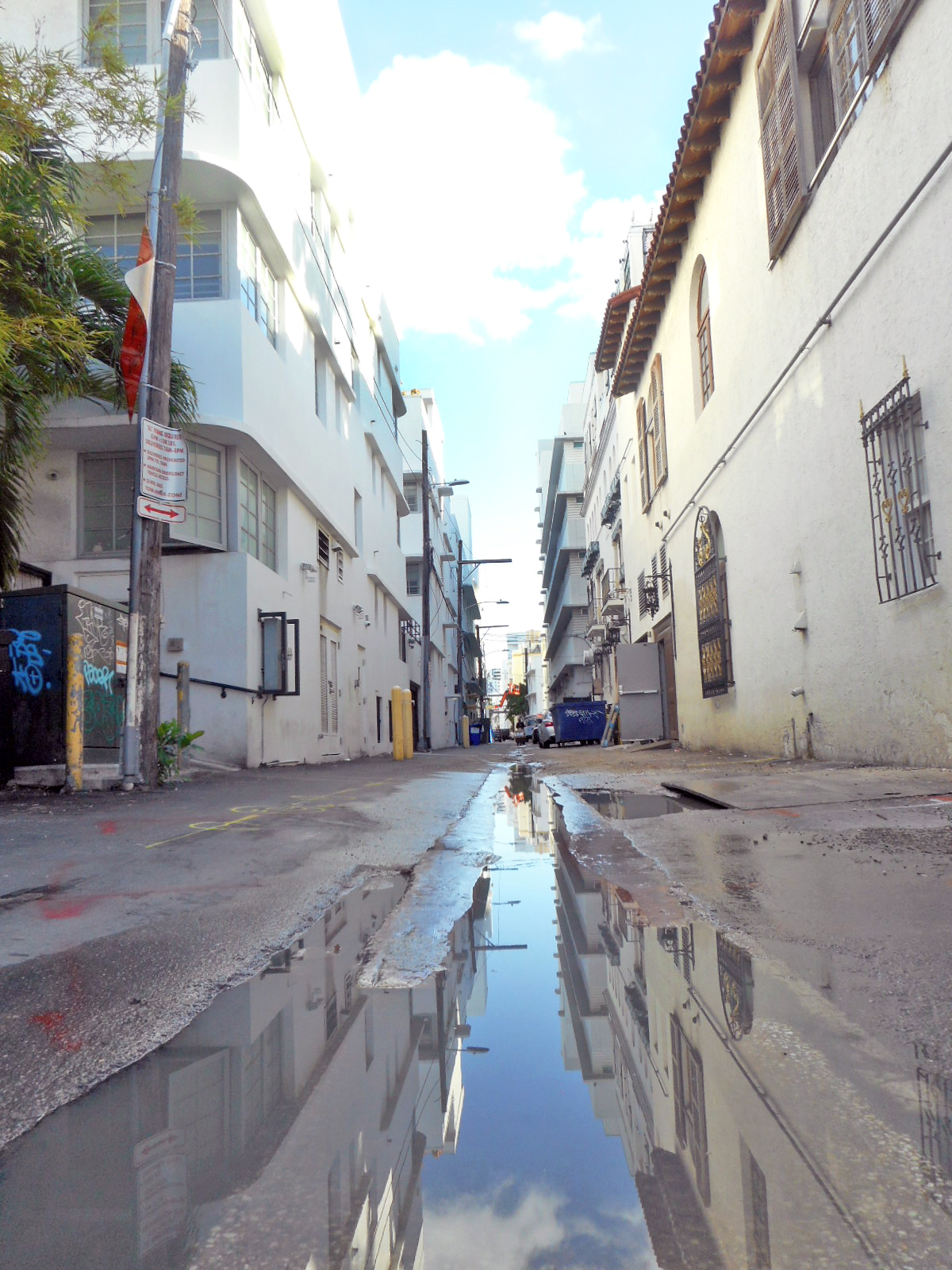
Vista sul vicolo a nord
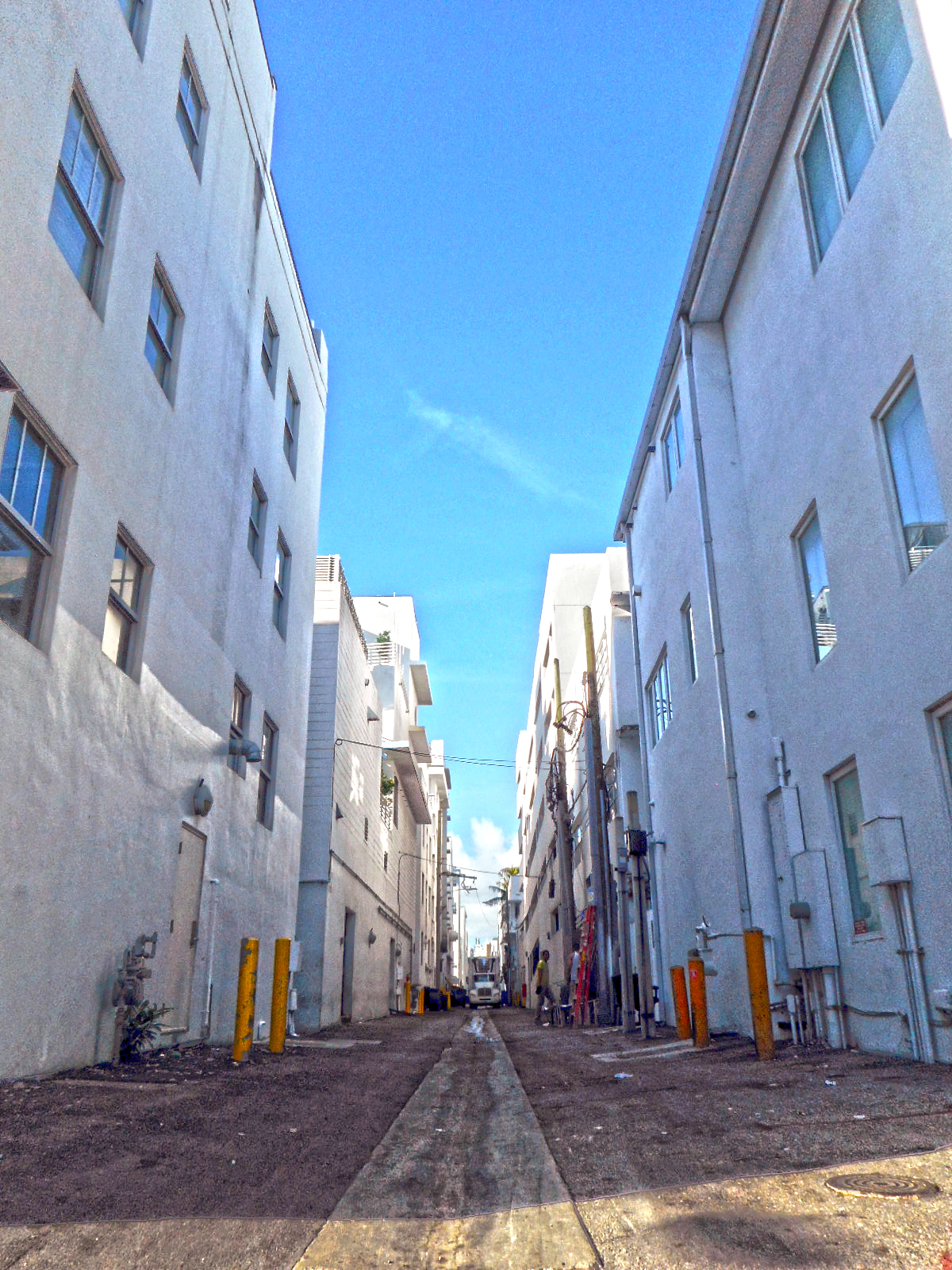
Vicolo dietro alla villa - zona sud
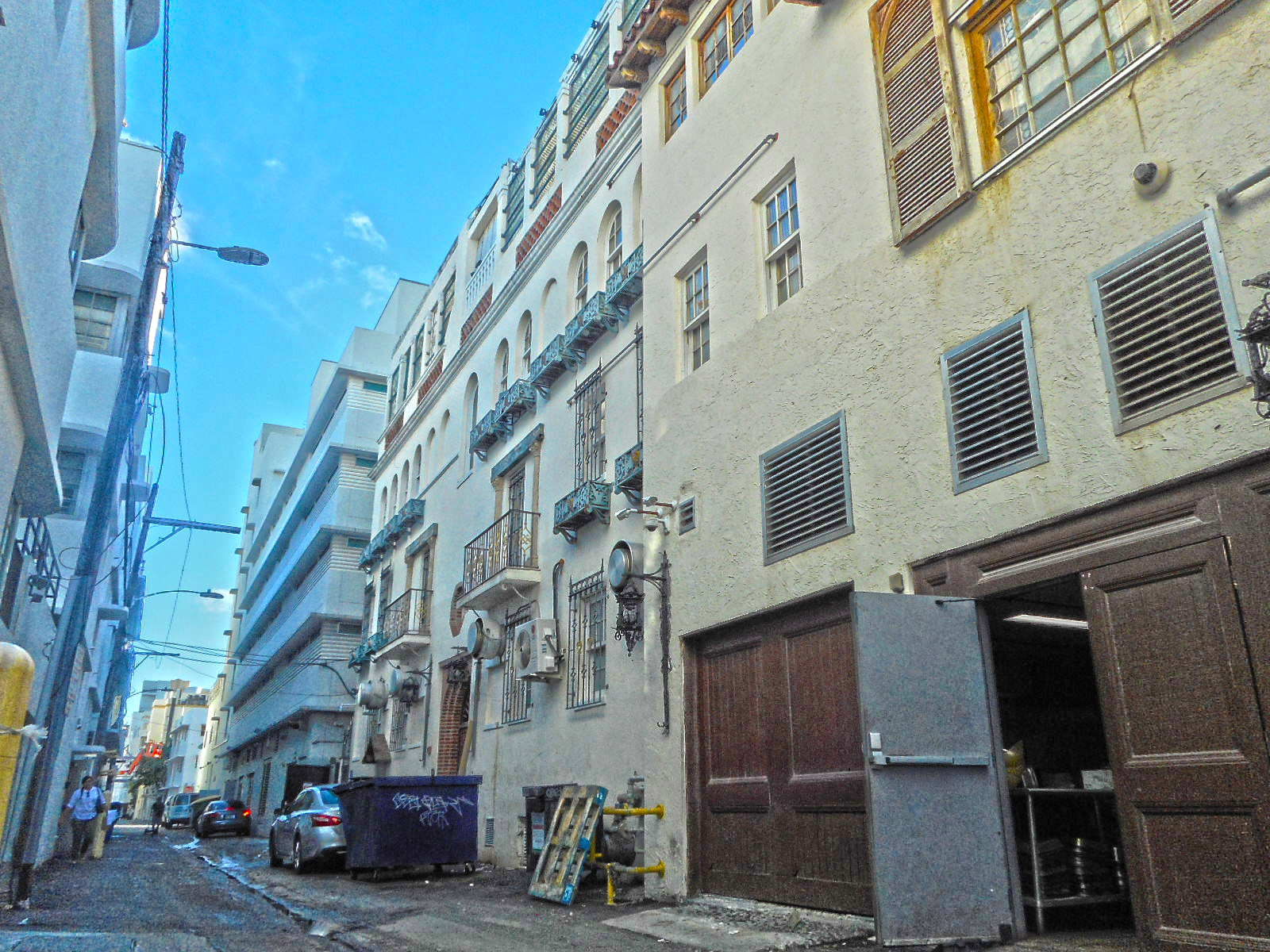
Retro della villa - vista nord vicolo
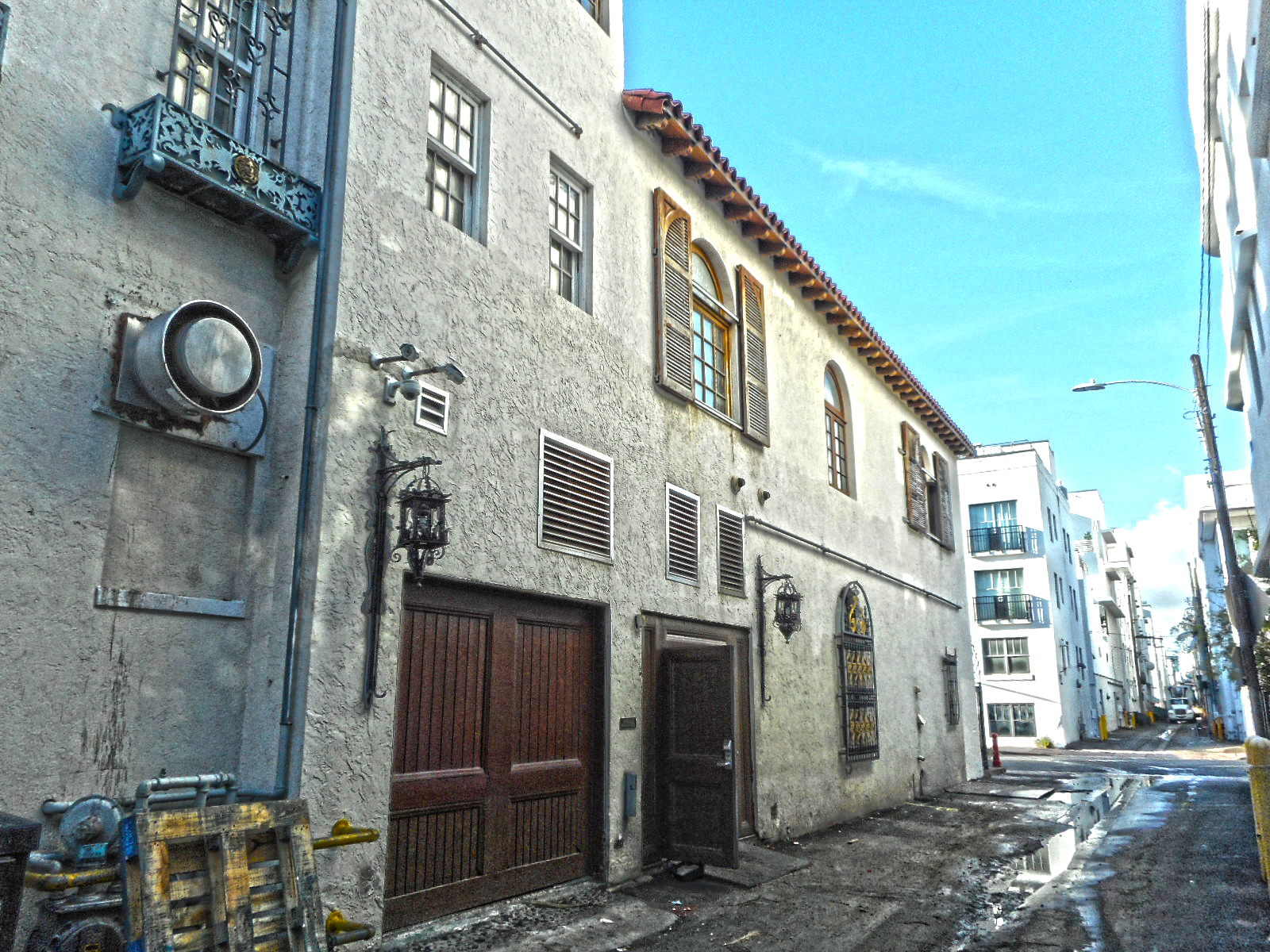
Retro della villa - vista sud vicolo